# Ladislao Kubala
Ladislao (László) Kubala (Boedapest, 10 juni 1927 – Barcelona, 17 mei 2002) was een voetballer. Hij speelde als aanvaller voor drie verschillende nationale elftallen, die van Hongarije, Tsjecho-Slowakije en Spanje, maar hij was echter nooit op een groot toernooi actief. In 1999 werd Kubala verkozen tot beste voetballer uit de geschiedenis van FC Barcelona.

## Beginjaren
Ladislao Kubala Stecz werd geboren op 10 juni 1927 in Boedapest, Hongarije. Zijn vader was profvoetballer bij Ferencváros en uiteindelijk kwam ook Kubala bij deze club terecht. Op 17-jarige leeftijd maakte hij zijn debuut bij de grootste club van Hongarije en scoorde meteen tweemaal. Kort daarna werd Kubala opgeroepen voor het Hongaars elftal. Hij speelde echter maar drie interlands voor de Magyaren en scoorde slechts een doelpunt.
Toen zijn vader stierf, vertrok hij met zijn moeder naar Tsjecho-Slowakije. Hij ging daar voor Slovan Bratislava spelen. Omdat zijn ouders officieel Tsjecho-Slowaak waren, had Kubala de mogelijkheid om die nationaliteit te bemachtigen. Hij deed dat en werd direct opgeroepen voor het nationale elftal. Kubala kwam elf keer in actie voor Tsjecho-Slowakije.
Kubala werd een ster in Tsjecho-Slowakije en hem werd gevraagd terug te keren bij Ferencváros. Toen hij echter aankwam in Boedapest, werd hij door de communisten opgepakt en in een concentratiekamp gezet, met landverraad als aanklacht. Na anderhalf jaar werd Kubala weer vrijgelaten. De voetballer zag het niet meer zitten om in Hongarije te verblijven en besloot te vluchten. Via Oostenrijk kwamen Kubala en zijn familie in Italië terecht, waar ze verbleven in een vluchtelingenkamp. De FIFA verbood vluchtelingen om officiële wedstrijden te spelen voor een club, tenzij zij toestemming kregen van het land van herkomst. Onder leiding van Fernando Daucik, de schoonvader en tevens oud-trainer van Kubala bij Slovan, werd toen een elftal opgericht met gevluchte spelers uit de communistische landen, die vriendschappelijke wedstrijden speelde tegen vele clubs. Na een toer door Italië en Engeland kwam het team in 1950 in Spanje aan. Hier maakte Kubala grote indruk en de interesse van zowel Real Madrid als FC Barcelona was gewekt.

## Italië
In mei 1949 zou hij voor Torino spelen (voor het legendarische Il Grande Torino) in een oefenwedstrijd tegen Benfica maar hij besloot niet deel te nemen toen zijn zoon ziek werd. Het vliegtuig met het team van Torino crashte op de terugvlucht uit Lissabon tegen de heuvel waarop de Basiliek van Superga staat, waarbij alle 31 personen aan boord omkwamen.

## Spanje
Uiteindelijk was het FC Barcelona die Kubala overnam en tevens werd Daucik aangesteld als trainer. Vanaf juni 1950 speelde Laszi voor Barça vriendschappelijke wedstrijden. Een jaar later vroeg Barcelona de Spaanse nationaliteit aan voor Kubala, waarna hij ook officiële duels mocht spelen. Op 29 april 1951 maakte Kubala zijn debuut voor FC Barcelona in de Copa de España. De blaugranas wonnen met 1-4 van Sevilla door twee doelpunten van Kubala. Barcelona won de Copa in dat jaar en de gouden periode van Barça van de jaren vijftig was aangebroken. Kubala was samen met Luis Suárez, de beste Spaanse voetballer ooit, de grote ster van Barcelona. In het seizoen 1951/52 was het een topjaar voor FC Barcelona met vijf prijzen, waaronder de landstitel en de nationale beker. Ook evenaarde Kubala een record door tegen Sporting Gijón zeven doelpunten te maken, in een wedstrijd die Barcelona met 9-0 won. Kubala miste een groot deel van het seizoen 1952/1953 vanwege tuberculose, een ziekte die zijn spelersloopbaan serieus in gevaar bracht. De steraanvaller herstelde echter opvallend goed en na zijn terugkeer hielp Kubala het team de landstitel en de Copa del Generalísimo te prolongeren. In 1953 speelde Kubala zijn eerste interland voor het Spaans elftal.
Toen brak de Hongaarse Opstand uit en de spelers van het Hongaars superelftal die de WK-finale van 1954 verloren zochten een veilig onderkomen. Kubala voelde zich als een plicht om zijn ex-landgenoten te helpen. Zoltán Czibor, Sándor Kocsis en Ferenc Puskás werden door hem overgehaald om naar Spanje te gaan. Uiteindelijk gingen Czibor en Kocsis naar Barcelona en Puskas trok naar Real Madrid. Met de Hongaren erbij werd Barcelona nog sterker en veroverde tweemaal de UEFA Cup. In 1961 behaalde de Catalaanse club voor het eerst de finale van de Champions Cup, door onder andere titelhouder Real Madrid uit te schakelen. Ondanks de fantastische voorhoede met Czibor, Kubala, Kocsis, Suárez en de Braziliaan Evaristo de Macedo, was Benfica met 3-2 te sterk. Czibor en Kocsis scoorden, maar een eigen doelpunt van keeper Ramallets kostte Barça de beker. Na de verloren finale nam Kubala afscheid van FC Barcelona. Op 30 augustus 1961 kreeg Kubala een hommage in Camp Nou. De 100.000 toeschouwers nemen afscheid van de ster door een staande ovatie en door zijn naam een kwartier lang te scanderen. Kubala barstte in tranen uit en bedankte de fans voor hun steun. In hetzelfde jaar beëindigde Kubala ook zijn loopbaan als international. Hij speelde negentien wedstrijden voor Spanje, waarbij hij tien doelpunten maakte.
Kubala miste het voetbal echter en in 1963 werd hij trainer-speler bij RCD Español. Als trainer van Espanyol liet hij in 1965 zijn oudste zoon Branislav Kubala debuteren in de competitiewedstrijd tegen Sevilla. Op verzoek van Kubala kwamen ook Czibor en Alfredo Di Stéfano, een zeer goede vriend van Kubala, naar RCD Español. De Catalaanse club schitterde met dit koningskoppel en in 1966 bereikte Espanyol de kwartfinale van de UEFA Cup. De club werd uitgeschakeld door de latere winnaar Barcelona. In 1966 stopten Di Stefano en Kubala beiden met voetbal. Laatstgenoemde werd trainer bij Córdoba en vervolgens Spaans bondscoach van 1969 tot 1980. Van 1980 tot 1982 ging Kubala als coach aan de slag bij Barcelona, echter zonder succes. Vervolgens werd hij coach bij het Arabische Al-Hilal, Murcia, Málaga en Elche. Ten slotte werd Kubala assistent-bondscoach van het Spaans Olympisch elftal dat in 1992 in Barcelona goud won.
Kubala werd in 1999 tijdens het eeuwfeest van FC Barcelona door de socios uitgeroepen tot beste speler uit de clubgeschiedenis. Hij staat met 243 doelpunten vijfde op de lijst van topscorers, achter Lionel Messi, Paulino Alcántara, Josep Samitier en César Rodríguez.

## Erelijst
FC Barcelona
- Spaans landskampioenschap (4): 1951/52, 1952/53, 1958/59, 1959/60
- Copa del Generalísimo (5): 1951, 1952, 1953, 1957, 1959
- Copa Eva Duarte (2): 1952, 1953
- Copa Latina (1): 1952
- Jaarbeursstedenbeker (2): 1955/58, 1958/60
- Kleine Wereldbeker (1): 1957

Als trainer
 CD Málaga
- Segunda División: 1987/88

## Statistieken Primera División
| Seizoen | Club         | Land   | Competitie       | Wedstrijden | Doelpunten |
| ------- | ------------ | ------ | ---------------- | ----------- | ---------- |
| 1951/52 | FC Barcelona | Spanje | Primera División | 19          | 26         |
| 1952/53 | FC Barcelona | Spanje | Primera División | 11          | 7          |
| 1953/54 | FC Barcelona | Spanje | Primera División | 28          | 23         |
| 1954/55 | FC Barcelona | Spanje | Primera División | 19          | 14         |
| 1955/56 | FC Barcelona | Spanje | Primera División | 25          | 14         |
| 1956/57 | FC Barcelona | Spanje | Primera División | 18          | 9          |
| 1957/58 | FC Barcelona | Spanje | Primera División | 21          | 12         |
| 1958/59 | FC Barcelona | Spanje | Primera División | 20          | 9          |
| 1959/60 | FC Barcelona | Spanje | Primera División | 12          | 7          |
| 1960/61 | FC Barcelona | Spanje | Primera División | 13          | 10         |
| 1963/64 | RCD Español  | Spanje | Primera División | 29          | 7          |

## Overlijden
In 2001 kreeg Kubala hartproblemen en zijn gezondheid werd zorgelijk. Na een ziekbed van vier maanden stierf Ladislao Kubala op 17 mei 2002. Kubala werd 74 jaar.